# Barbara McClintock
Barbara McClintock (Hartford, Connecticut, 16. lipnja 1902. - New York, New York, 2. rujna 1992.), američka citogenetičarka, koja je 1983.g. dobila Nobelovu nagradu za fiziologiju ili medicinu.

## Rad
Tijekom 1920-ih godina McClintock je istraživala kromosome kukuruza i njihovo ponašanje tijekom diobe stanica. Tijekom tih istraživanja razvila je tehnike vizualizacije kromosoma i mikroskopskim analizama demonstrirala mnoge osnove genetičke ideje kao što su genska rekombinacija, kromosomskim križanjem, u mejozi.
Prva je napravila gensku kartu kukuruza, povezavši regije kromosoma s fizičkim značajkama. Pokazala je i ulogu pojedinih dijelova kromosoma, telomera i centromera.

## Vanjske poveznice
- Nobelova nagrada - autobiografija  Arhivirana inačica izvorne stranice od 3. lipnja 2013. (Wayback Machine) (engl.)